# دریاچه کوسا
دریاچه کوسا (به استونیایی: Koosa järv) دریاچه‌ای در شهرستان تارتو در کشور استونی است.
مساحت این دریاچه ۲٫۸۱ کیلومتر مربع است و عمق آن از ۱٬۲ متر تا ۱٬۹ متر متغیر است.